# Albion (lettertype)
Albion was een lettertype geproduceerd door de Monotype Corporation in Salfords, Engeland. Het is een van de vroegste lettertypen die door Monotype werden uitgebracht. Getuige de lage nummers die de specimen blades dragen, moeten de eerste matrijzen ergens tussen 1900 en 1910 zijn geproduceerd.
Albion is een "didoon", een letter in de stijl van "Bodoni", zwaar geaccentueerde zwarte verticalen, en zeer dunne rechte schreven.

## Serienummers
- 5: Albion roman

Deze vrij zware letter, was enkel in 6 punt beschikbaar. De letter had unit-arrangement of U.A. 2. De breedste letter was 6.2 pica-punt breed. Deze maat werd de set genoemd. Bij het gieten werd een wig gebruikt, die in "eenheden" van deze set was geslepen. Op die manier kon elke letter worden gegoten op de goede dikte.
- 42: Albion roman

6.5 pt (6D) 7.75 set
7.5 pt (7D) 8 set
9 pt (8D) short descenders, 9 set
10 pt (9D) 9.75 set
11 pt (10D) 10.5 set
12 pt (11D) 11.5 set
13 pt (12D) 12.5 set
- 63: Albion roman

Deze variant heeft een wat smaller uiterlijk, wat tot uiting komt in een kleinere set.
6D pt 6.5 set
7D pt 7.5 set
9 pt (8D) 8.25 set
10 pt (9D) 8.75 set
11 pt (10D) 9.5 set
12 pt (11D) 10.75 set
13 pt (12D) 11.5 set
- 70: Albion roman

Iets bredere variant, met nog zwaarder stokken
6.5 pt (6D) 7.75 set
7.5 pt (7D) 8.5 set
9 pt (8D)  9.75 set
10 pt (9D) 10 set
11 pt (10D) 11 set
12 pt (11D) 12.25 set
13 pt (12D) 13 set
- 74: Albion Extended roman

Dit is de variant met de dikste stokken. De breedte indeling van de letters is iets anders, volgens Unit-Arrangement 3.
6.5 pt (6D) 7.75 set
7.5 pt (7D) 8.5 set
9 pt (8D) 9.75 set
10 pt (9D) 10 set
11 pt (10D) 11 set
12 pt (11D) 12.25 set
13 pt (12D) 13 set